# Русанов, Евгений Александрович
Евге́ний Алекса́ндрович Руса́нов  (3 ноября 1934, Славянск — 18 сентября 2019, Москва) — советский и российский военачальник. Заместитель Главнокомандующего ВВС — начальник Службы безопасности полётов авиации Вооружённых сил (1988—1994), генерал-полковник авиации (25.04.1990), Заслуженный военный лётчик СССР, лауреат премии Правительства РФ за значительный вклад в развитие Военно-воздушных сил (17.12.2012).

## Биография

Памятник на Щербинском кладбище

Родился 03 ноября 1934 года в Славянске Донецкой области Украинской ССР.
Первоначальные летные навыки получил в Ростовском аэроклубе, где летал на Ут-2 и По-2. В 1952 году, после окончания 10 классов средней школы в Таганроге Ростовской области поступил и в 1954 году успешно окончил Армавирское военное авиационное училище летчиков. После училища 10 лет служил в 24 ВА ГСВГ в 31-м гв. иап и в 35-м иап в должностях летчика, старшего летчика, адъютанта эскадрильи, командира звена, замкомэска и командира эскадрильи.
В конце 1965 году переведен на Дальний Восток, в 224-й иап (Озерная Падь) 303-й иад ДВО на равнозначную должность (командира эскадрильи). С 1966 по 1970 год служил старшим инспектором-летчиком обп 1 ОДВА. С 1970 по 1972 год — учился в ВВА им. Ю. А. Гагарина, после успешного окончания которой назначен командиром 352 орап там же, на Дальнем Востоке. В 1973—1976 года — заместитель командира 33 сад 1 ОДВА (Возжаевка). В 1976—1979 годах — командир 303 иад 1 ОДВА (Уссурийск).
В 1979—1980 годах — заместитель командующего по боевой подготовке 4-й ВА СГВ. В 1980—1983 гг. — 1-й заместитель командующего 4-й ВА СГВ. В феврале 1983 — апреле 1988 гг. — командующий ВВС Среднеазиатского военного округа.
В 1984 году окончил Высшие академические курсы при Военной академии Генштаба, в 1986 году — Военную академию ГШ ВС СССР.
В 1988—1994 годах заместитель Главнокомандующего ВВС — начальник Службы безопасности полетов авиации ВС СССР и Службы безопасности полётов авиации Вооружённых сил Российской Федерации. 
В ноябре 1994 года по достижении предельного возраста (60 лет) уволен из Вооружённых Сил.
В совершенстве освоил самолеты Ут-2, По-2,Як-18, Як-11, УТИ МиГ-15, МиГ-15, МиГ-17, МиГ-19, МиГ-21, МиГ-23, МиГ-25. Налет: около 2600 часов.
Заслуженный военный лётчик СССР (12.08.1982), генерал-полковник авиации (1990).
Скончался 18 сентября 2019 года. Похоронен на Щербинском кладбище Москвы.

## Награды
Награждён 2 орденами Красной Звезды, орденами «За службу Родине в Вооружённых Силах СССР» II и III степеней, многими медалями, именным оружием.
Лауреат премии Правительства Российской Федерации за значительный вклад в развитие Военно-воздушных сил (17 декабря 2012 года) — за испытания и исследования вооружения, военной и специальной техники Военно-воздушных сил, способствовавшие прогрессу отечественной авиации и средств противовоздушной обороны.